# 409 a. C.
El año 409 a. C. fue un año del calendario romano prejuliano. En el Imperio romano se conocía como el Año del Consulado de Coso y Medulino (o, menos frecuentemente, año 345 Ab urbe condita). 

## Acontecimientos

### Grecia
- Alcibíades vuelve a tomar Bizancio, acabando la rebelión de la ciudad respecto a Atenas. Esta acción completa el control ateniense del Bósforo lo que asegura la ruta de suministro ateniense de grano desde el reino del Bósforo en la región del mar Negro.
- El general ateniense Trasilo, parte de Atenas con una fuerza considerable para hacer campaña en Jonia. Allí, captura rápidamente Colofón y saquea el campo jonio, pero es derrotado en las afueras de Éfeso por una fuerza combinada de efesios, persas y siracusanos.
- Pausanias sucede a su padre Plistoanacte como Agíada rey de Esparta.
- Fundación de la ciudad de Rodas.

### Cartago
- Aprovechándose de los enfrentamientos entre las ciudades griegas de Sicilia y del agotamiento mutuo de Atenas y Siracusa, Cartago busca volver a imponer su influencia sobre la isla. Aníbal Magón, nieto de Amílcar, invade Sicilia con una gran fuerza. Derrota a los griegos sicilianos y venga a su abuelo a través de la tortura y muerte de 3000 prisioneros griegos. Captura las ciudades de Selinunte e Hímera, antes de volver triunfalmente a Cartago con los despojos de la guerra.

## Arte y literatura
- Se representa la obra de Sófocles Filoctetes, con el tema de la Guerra de Troya.

- Datos: Q232215